# 石门街道
石门街道，是中华人民共和国广东省广州市白云区下辖的一个街道办事处。
2013年12月19日，广州市人民政府批复同意白云区部分行政区划调整，设立石门街道办事处，管辖原石井街道办事处的红星亭岗社区、红星联兴社区、滘心社区、朝阳社区、鸦岗南社区、鸦岗北社区。石门街道办事处驻石沙路288号。

## 行政区划
石门街道下辖以下地区：
红星亭岗社区、红星联兴社区、滘心社区、朝阳社区、鸦岗南社区和鸦岗北社区。

## 交通

### 地铁
█8号线：亭岗站、滘心站